# Nova Andradina (gemeente)
Nova Andradina is een gemeente in de Braziliaanse deelstaat Mato Grosso do Sul. De gemeente telt 45.916 inwoners (schatting 2009).
De gemeente grenst aan Ribas do Rio Pardo, Bataguassu, Anaurilândia, Rio Brilhante en Taquarussu.